# Балаклавский район

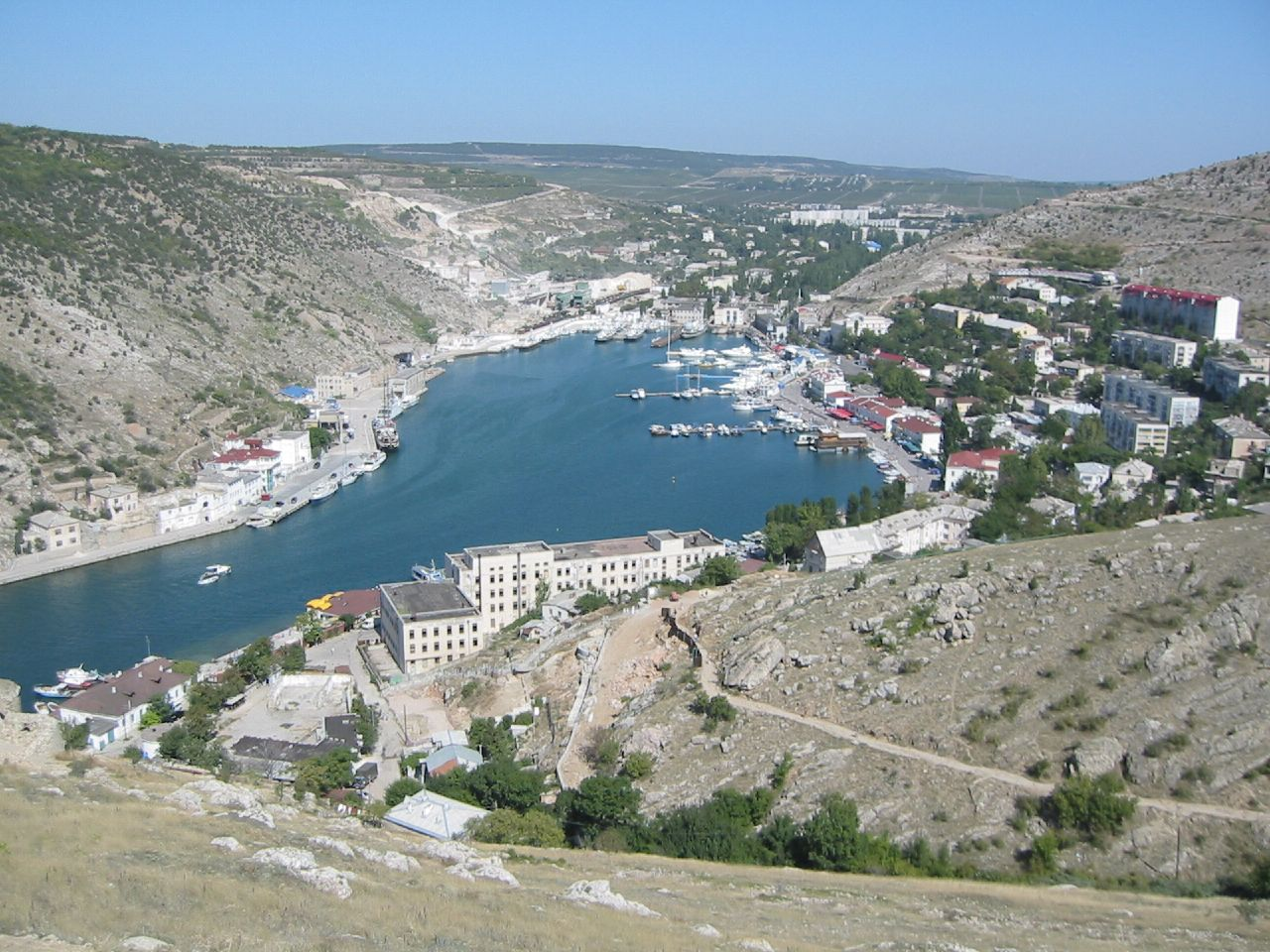
Балаклава и Балаклавская бухта

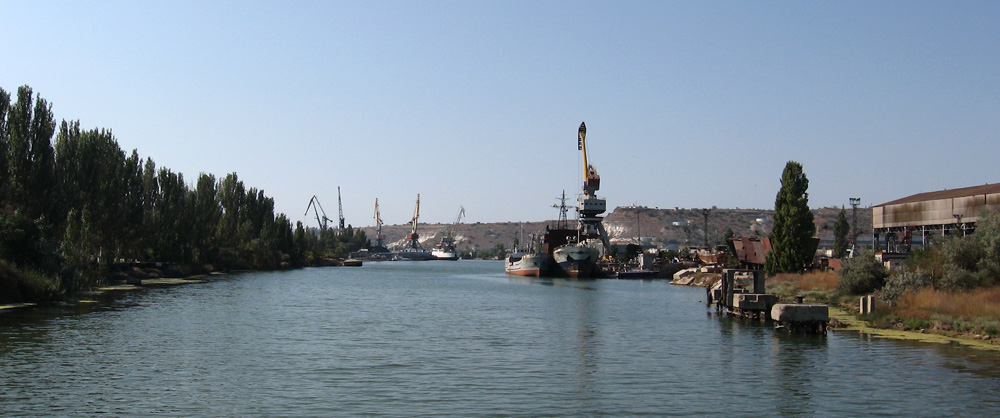
Порт в Инкермане

Балакла́вский район (укр. Балаклавський район, крымскотат. Balıqlava rayonı, Балыкълава районы) — один из четырёх административных районов города Севастополя. Относился к территории, подчинённой Севастопольскому городскому совету.

## География
Балаклавский район занимает южную и восточную часть территории города, в юго-западной части полуострова Крым. На территории района находится самая южная точка Крыма — мыс Сарыч и крупнейшее по объёму воды в Крыму Чернореченское водохранилище в центре Байдарской долины.

## История
Район в составе Крымской АССР (с 1945 года Крымской области РСФСР) был образован в 1930 году, при этом в справочнике «Административно-территориальное деление Союза ССР [с изменениями с 15 нояб. 1930 г. по 1 окт. 1931 г.] : Районы и города СССР» 1931 года район числится Севастопольский район с примечанием, что перименование района и перенесение центра постановлением ВЦИК на утверждалось, население же в 19400 человек в 76 населённых пунктах при 2700 городских жителях явно дано без учёта Севастополя. По данным всесоюзной переписи населения 1939 года в районе насчитывалось 116 населённых пунктов, численность жителей составила 23400 человек. В национальном отношении было учтено:
| Национальность  | Численность |
| --------------- | ----------- |
| Крымские татары | 12880       |
| Русские         | 6691        |
| Украинцы        | 2420        |
| Греки           | 957         |
| Евреи           | 142         |
| Крымские немцы  | 48          |
| Армяне          | 29          |

10 мая 1957 года район в Крымской области УССР был упразднён и преобразован во внутригородской район города Севастополя. Районный центр город Балаклава, а также город Инкерман и несколько расположенных на территории района сёл были лишены статуса отдельных населённых пунктов и в административном отношении включены в городскую черту города Севастополя. Инкерман был восстановлен в статусе отдельного города в 1976 году, а Балаклава — в 2019 году, при этом оба города являются частью города Севастополя как административной единицы.
17 июля 2020 года Верховная рада Украины приняла постановление о новой сети районов в стране, которым предполагалось вывести территорию Севастопольского городского совета, кроме городской застройки самого Севастополя и Балаклавы, включая весь Балаклавский район (в частности, Инкерманский городской, Орлиновский и Терновский сельские советы, подчинённые Севастопольскому горсовету), и включить её в состав Бахчисарайского района Автономной Республики Крым, однако это решение не вступало в силу до «возвращения Крыма под общую юрисдикцию Украины». 9 сентября 2023 года, несмотря на отсутствие контроля над полуостровом, вступили в силу поправки, которые ввели в действие данное постановление в отношении Крыма.

## Население
| 1959    | 1979    | 1989    | 2001    | 2014    | 2015    | 2016    |
| ------- | ------- | ------- | ------- | ------- | ------- | ------- |
| 13 606  | ↗25 307 | ↗28 222 | ↘25 710 | ↗46 718 | ↗47 192 | ↗48 221 |
| 2017    | 2018    | 2019    | 2020    | 2021    |         |         |
| ↗49 408 | ↗50 313 | ↗51 257 | ↘51 092 | ↗74 817 |         |         |

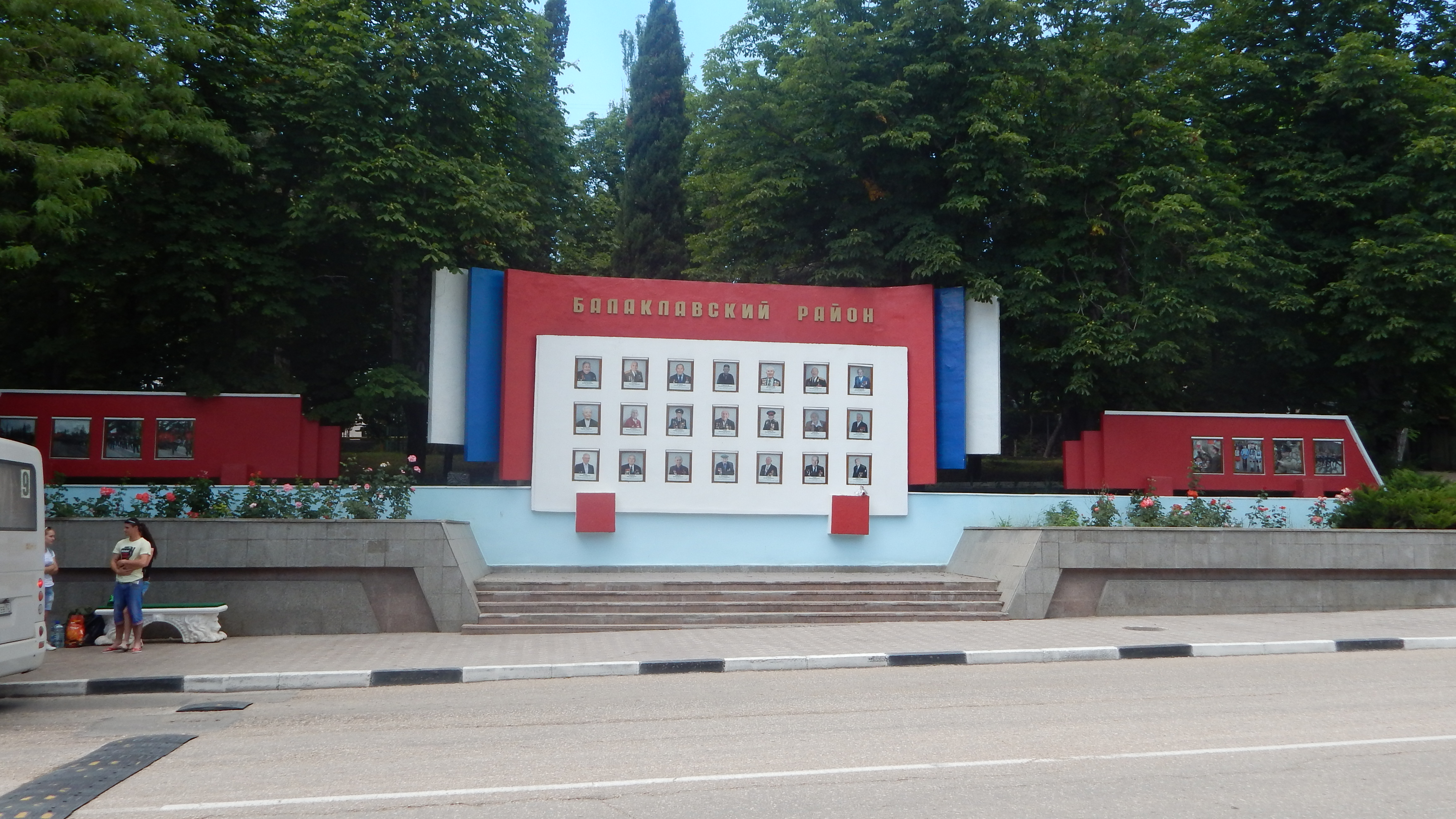
Доска почёта Балаклавского района

По оценке на 1 января 2017 года численность постоянного населения района составила 49 408 человек, из которых городского населения — 31 269 человек или 63,3 %, сельское население — 18 139 человек или 36,7 %.
По итогам переписи населения в Крымском федеральном округе по состоянию на 14 октября 2014 года численность постоянного населения района (суммарно в рамках Балаклавского, Орлиновского, Терновского муниципальных округов и внутригородского муниципального образования — города Инкерман) составила 46 718 человек (62,1 % или 28997 жителей из которых (в Балаклаве и Инкермане) — городское население). Площадь района (суммарно в рамках Балаклавского, Орлиновского, Терновского муниципальных округов и внутригородского муниципального образования — города Инкерман) — 530,3 км².
По оценке на 1 марта 2014 года постоянное население составило 44977 человек, наличное —  45135 человек, в том числе в городе Инкерман — соответственно 11850 и 12031 человек. На 1 июля 2014 года постоянное население района составило 45 023 человека.

## Состав района
На территории Балаклавского района согласно российскому законодательству расположен 31 населённый пункт, включая 3 городских (2 города и 1 посёлок) и 28 сельских (25 сёл и 3 посёлка):
В рамках российской организации местного самоуправления, на территории района организованы 4 внутригородских муниципальных образования: Балаклавский, Орлиновский и Терновский муниципальные округа и город Инкерман. 
| №  | Название населённого пункта | Прежнее название нп | Тип нп  | Население | Внутригородское муниципальное образование |
| -- | --------------------------- | ------------------- | ------- | --------- | ----------------------------------------- |
| 1  | Балаклава                   |                     | город   | ↗35 919   | Балаклавский муниципальный округ          |
| 2  | 1-е отделение Золотой Балки |                     | посёлок | ↗551      | Балаклавский муниципальный округ          |
| 3  | 3-е отделение Золотой Балки |                     | посёлок | ↘464      | Балаклавский муниципальный округ          |
| 4  | Морозовка                   | (Алсу)              | село    | ↘44       | Балаклавский муниципальный округ          |
| 5  | Оборонное                   | (Камара)            | село    | ↗107      | Балаклавский муниципальный округ          |
| 6  | Первомайское                |                     | село    | ↗937      | Балаклавский муниципальный округ          |
| 7  | Сахарная Головка            |                     | посёлок | ↗6194     | Балаклавский муниципальный округ          |
| 8  | Ушаковка                    |                     | село    |           | Балаклавский муниципальный округ          |
| 9  | Ушаково                     |                     | село    |           | Балаклавский муниципальный округ          |
| 10 | Флотское                    | (Карань)            | село    | ↗172      | Балаклавский муниципальный округ          |
| 11 | Хмельницкое                 |                     | село    | ↗661      | Балаклавский муниципальный округ          |
| 12 | Черноречье                  | (Чоргуна)           | село    | ↗354      | Балаклавский муниципальный округ          |
| 13 | Штурмовое                   | (Новые Шули)        | село    | ↗1535     | Балаклавский муниципальный округ          |
| 14 | Инкерман                    |                     | город   | ↗13 858   | город Инкерман                            |
| 15 | Родное                      | (Уппа)              | село    | ↘702      | Терновский муниципальный округ            |
| 16 | Терновка                    | (Старые Шули)       | село    | ↗3793     | Терновский муниципальный округ            |
| 17 | Гончарное                   | (Варнаутка)         | село    | ↘591      | Орлиновский муниципальный округ           |
| 18 | Кизиловое                   |                     | село    | ↗44       | Орлиновский муниципальный округ           |
| 19 | Колхозное                   | (Узунджи)           | село    | ↗5        | Орлиновский муниципальный округ           |
| 20 | Ласпи                       |                     | посёлок |           | Орлиновский муниципальный округ           |
| 21 | Новобобровское              | (Бага)              | село    | ↘247      | Орлиновский муниципальный округ           |
| 22 | Озёрное                     |                     | село    | ↘153      | Орлиновский муниципальный округ           |
| 23 | Орлиное                     | (Байдар)            | село    | ↘2106     | Орлиновский муниципальный округ           |
| 24 | Павловка                    | (Сахтик)            | село    | ↘437      | Орлиновский муниципальный округ           |
| 25 | Передовое                   | (Уркуста)           | село    | ↘643      | Орлиновский муниципальный округ           |
| 26 | Подгорное                   | (Календо)           | село    | ↘47       | Орлиновский муниципальный округ           |
| 27 | Резервное                   | (Кучук-Мускомия)    | село    | ↘119      | Орлиновский муниципальный округ           |
| 28 | Родниковое                  | (Скеле)             | село    | ↘517      | Орлиновский муниципальный округ           |
| 29 | Россошанка                  | (Саватка)           | село    | ↘129      | Орлиновский муниципальный округ           |
| 30 | Тыловое                     | (Хайто)             | село    | ↘573      | Орлиновский муниципальный округ           |
| 31 | Широкое                     | (Биюк-Мускомия)     | село    | ↘594      | Орлиновский муниципальный округ           |

## Крупнейшие предприятия
- АО «Балаклавское рудоуправление имени Горького»
- ООО «Инкерманский завод марочных вин»
- ЗАО «Инкерстром»
- ЗАО «Ремстройкомплект»
- ООО «Балаклавский завод майолики»
- Севастопольская ТЭЦ
- Балаклавская ТЭС
- ООО «Инкермебель»
- ООО Агрофирма «Золотая Балка»
- СОАО «Севастопольский»

Основные направления в сельском хозяйстве района — виноградарство, садоводство, овощеводство, животноводство. Агрофирма «Золотая Балка» специализируется на выращивании винограда и производстве шампанского. СОАО «Севастопольский» — на овощеводстве и животноводстве. КСП «Красный Октябрь» — на птицеводстве. КСП «Память Ленина» — на садоводстве и звероводстве.
АО «Балаклавское рудоуправление имени Горького», кроме основной производственной деятельности занимается подготовкой территории предприятия к реализации проекта строительства многофункционального круглогодичного курорта «Balaklava Green» стоимостью $2 млрд. На территории общей площадью 750 га планируется возвести отели и санатории на 3 000 номеров, аквапарк, дворец водных видов спорта и универсальный спортивный комплекс на 15 000 зрителей, исторический музей, дендропарки, яхт-клуб, конный центр и другие культурные, развлекательные и торговые объекты.

## Социально-культурная сфера
В районе работает 12 школ, в которых обучается 4123 учащихся, 13 детских учебных учреждений, 1 ПТУ. Функционируют 3 больницы, 4 поликлиники, в том числе 2 стоматологических (1 — частная), 5 фельдшерско-акушерских пунктов. В районе 18 библиотек, 2 кинотеатра, 24 клуба, музыкальная школа, 3 стадиона, Дом детского творчества.